# Philipp Oster
Philipp Oster (* 20. Februar 2000 in Baden-Württemberg) ist ein deutscher Volleyballspieler.

## Karriere
Oster ist seit der Saison 2017/18 Teil des Kaders des Bundesligisten Volleyball Bisons Bühl. Der Zuspieler stammt aus dem eigenen Nachwuchs. Am 5. Mai 2019 konnte er sich im Finale der deutschen U20-Meisterschaft in der heimischen Neuen Sporthalle gemeinsam mit Christian Weimann, Eric Storz, Leon Meier, Robin Stolle, Jonas Treder und Simon Gallas gegen den Schweriner SC durchsetzen.